# Pirarajá
Pirarajá ist eine Ortschaft in Uruguay.

## Geographie
Sie befindet sich im nördlichen Teil des Departamento Lavalleja in dessen 9. Sektor. Etwa 15 Kilometer nordöstlich liegt die Ortschaft Poblado Aramendía. In unmittelbarer Nähe Pirarajás fließt im Norden bzw. Osten der Arroyo Pirarajá bis zu dessen Mündung im wenige Kilometer südlich der Ansiedlung verlaufenden Río Cebollatí. Das westlich des Ortes befindliche Gebiet wird als Cuchilla de los Correa bezeichnet. Dort liegen nordwestlich Pirarajás der Cerro Feo und der Cerro del Diamante.

## Geschichte
Gegründet wurde Pirarajá im Dezember 1895 durch Luis Caselli und Diego Alfonsín. Ursprünglich führte der Ort dabei den Namen Santa María. Im Jahr 1906 fand jedoch ein per Gesetz beschlossener Namenswechsel zur heute gültigen Bezeichnung statt. Pirarajá ist ein aus dem Guaraní stammendes Wort. Am 22. Dezember 1906 wurde Pirarajá durch das Ley 3.136 zum Pueblo erklärt.

## Infrastruktur
An Montevideo ist Pirarajá über die durch den Ort verlaufende Ruta 8 angeschlossen, die hier ihren Kilometerpunkt 217 hat. Hauptwirtschaftszweige des Ortes sind Viehzucht und Forstwirtschaft.

## Einwohner
Die Einwohnerzahl Pirarajás beträgt 713 (Stand: 2011), davon 373 männliche und 340 weibliche.
| Jahr | Einwohner |
| ---- | --------- |
| 1963 | 910       |
| 1975 | 773       |
| 1985 | 737       |
| 1996 | 723       |
| 2004 | 967       |
| 2011 | 713       |

Quelle: Instituto Nacional de Estadística de Uruguay